# Jeremih

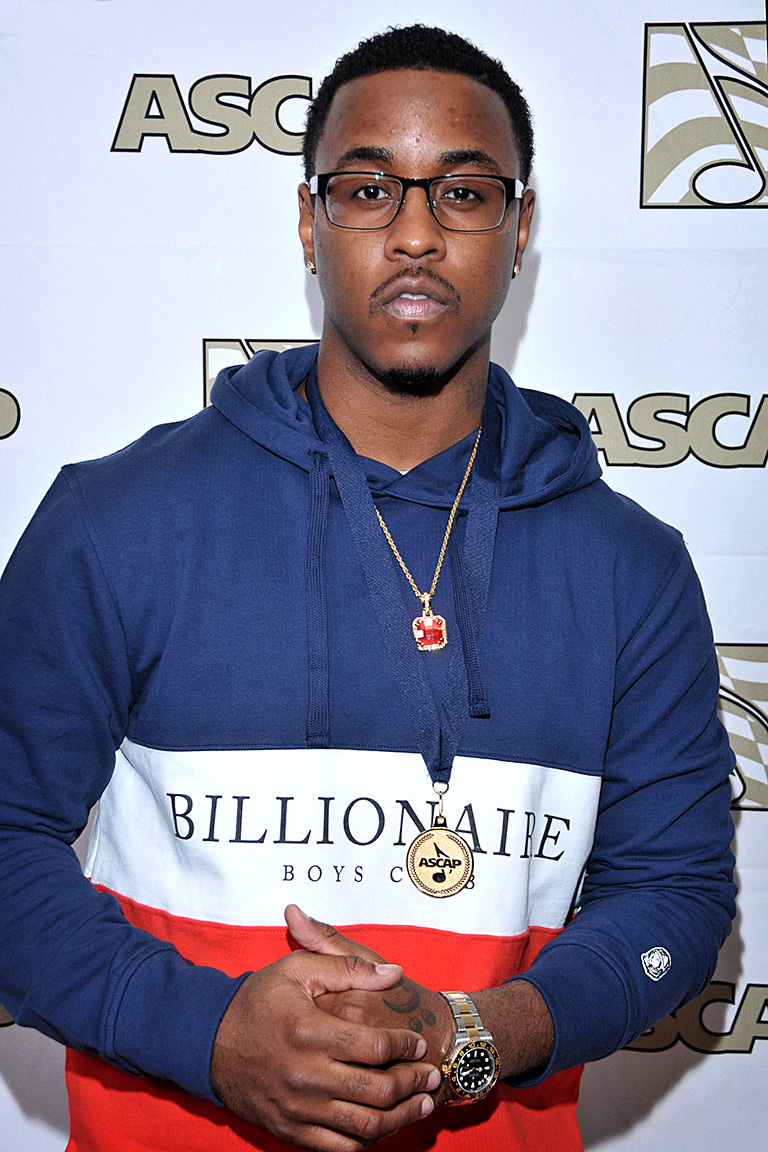
Jeremih (2015)

Jeremih Felton (* 17. Juli 1987 in Chicago, Illinois) ist ein US-amerikanischer R&B-Sänger.

## Leben & Karriere
Während der Schulzeit lernte Felton schon mehrere Instrumente, ging danach aber erst einmal zur Universität und studierte Ingenieurwissenschaften. Erst durch die Teilnahme an Talentshows an der Universität kam der Umschwung. Er wechselte 2007 auf das Columbia College, wo er ein musikbezogenes Studium begann. Mit einem Studienkollegen nahm er sein erstes Demo mit dem Titel My Ride auf und brachte es beim lokalen Radiosender Power 92 unter. Im Oktober 2008 folgte die zweite Aufnahme Birthday Sex, die ein Hit bei dem Sender wurde. Anfang 2009 spielte er bei L.A. Reid vor und wurde daraufhin sofort von Def Jam unter Vertrag genommen. Bereits zwei Monate später erschien Birthday Sex als Single. Das Lied wurde ein Hit und arbeitete sich bis auf Platz 4 der US-Charts vor. In den R&B-Charts erreichte es gar die Nummer eins. Zwei Monate später stand dann auch schon das Debütalbum Jeremih in den Plattenläden. Bei den R&B-Alben stieg es auf Platz 1 ein und es erreichte die Top 10 der offiziellen US-Albumcharts.

## Diskografie

### Studioalben
| Jahr | Titel Musiklabel                                        | Höchstplatzierung, Gesamtwochen, AuszeichnungChartplatzierungen (Jahr, Titel, Musiklabel, Platzierungen, Wochen, Auszeichnungen, Anmerkungen) | Höchstplatzierung, Gesamtwochen, AuszeichnungChartplatzierungen (Jahr, Titel, Musiklabel, Platzierungen, Wochen, Auszeichnungen, Anmerkungen) | Höchstplatzierung, Gesamtwochen, AuszeichnungChartplatzierungen (Jahr, Titel, Musiklabel, Platzierungen, Wochen, Auszeichnungen, Anmerkungen) | Höchstplatzierung, Gesamtwochen, AuszeichnungChartplatzierungen (Jahr, Titel, Musiklabel, Platzierungen, Wochen, Auszeichnungen, Anmerkungen) | Höchstplatzierung, Gesamtwochen, AuszeichnungChartplatzierungen (Jahr, Titel, Musiklabel, Platzierungen, Wochen, Auszeichnungen, Anmerkungen) | Anmerkungen                                              |
| Jahr | Titel Musiklabel                                        | DE | AT | CH | UK | US | Anmerkungen                                              |
| ---- | ------------------------------------------------------- | --- | --- | --- | --- | --- | -------------------------------------------------------- |
| 2009 | Jeremih Island Def Jam Music Group (UMG)                | — | — | — | UK95 (1 Wo.)UK | US6 Platin · (20 Wo.)US | Erstveröffentlichung: 30. Juni 2009                      |
| 2010 | All About You Island Def Jam Music Group (UMG)          | — | — | — | — | US27 Platin · (20 Wo.)US | Erstveröffentlichung: 28. September 2010                 |
| 2015 | Late Nights: The Album Def Jam Recordings (UMG)         | — | — | — | UK— GoldUK | US42 ×2Doppelplatin · (64 Wo.)US | Erstveröffentlichung: 4. Dezember 2015                   |
| 2018 | MihTy Def Jam Recordings (UMG) / Atlantic Records (WMG) | — | — | — | — | US60 (2 Wo.)US | Erstveröffentlichung: 26. Oktober 2018 mit Ty Dolla Sign |

### Mixtapes
- 2012: Late Nights with Jeremih
- 2014: N.O.M.A (Not On My Album)

### Singles
| Jahr | Titel Album                           | Höchstplatzierung, Gesamtwochen, AuszeichnungChartplatzierungen (Jahr, Titel, Album, Platzierungen, Wochen, Auszeichnungen, Anmerkungen) | Höchstplatzierung, Gesamtwochen, AuszeichnungChartplatzierungen (Jahr, Titel, Album, Platzierungen, Wochen, Auszeichnungen, Anmerkungen) | Höchstplatzierung, Gesamtwochen, AuszeichnungChartplatzierungen (Jahr, Titel, Album, Platzierungen, Wochen, Auszeichnungen, Anmerkungen) | Höchstplatzierung, Gesamtwochen, AuszeichnungChartplatzierungen (Jahr, Titel, Album, Platzierungen, Wochen, Auszeichnungen, Anmerkungen) | Höchstplatzierung, Gesamtwochen, AuszeichnungChartplatzierungen (Jahr, Titel, Album, Platzierungen, Wochen, Auszeichnungen, Anmerkungen) | Anmerkungen                                          |
| Jahr | Titel Album                           | DE | AT | CH | UK | US | Anmerkungen                                          |
| ---- | ------------------------------------- | --- | --- | --- | --- | --- | ---------------------------------------------------- |
| 2009 | Birthday Sex Jeremih                  | DE— GoldDE | — | — | UK15 Platin · (11 Wo.)UK | US4 ×5Fünffachplatin + Platin (Mastertone) · (20 Wo.)US                                                                                  | Erstveröffentlichung: 24. März 2009                  |
| 2009 | Imma Star (Everywhere We Are) Jeremih | — | — | — | — | US51 Platin · (20 Wo.)US | Erstveröffentlichung: 9. Juni 2009                   |
| 2010 | Down on Me All About You              | — | — | CH75 (1 Wo.)CH | UK30 Platin · (19 Wo.)UK | US4 ×6Sechsfachplatin · (33 Wo.)US | Erstveröffentlichung: 12. Oktober 2010 feat. 50 Cent |
| 2014 | Don’t Tell ’Em Late Nights: The Album | DE57 Gold · (30 Wo.)DE | AT65 (4 Wo.)AT | CH70 (2 Wo.)CH | UK5 Platin · (20 Wo.)UK | US6 ×5Fünffachplatin · (31 Wo.)US | Erstveröffentlichung: 6. Juni 2014 feat. YG          |
| 2015 | Planez Late Nights: The Album         | — | — | — | UK— GoldUK | US44 ×5Fünffachplatin · (20 Wo.)US | Erstveröffentlichung: 22. Januar 2015 feat. J. Cole  |
| 2015 | Tonight Belongs to U! –               | — | — | — | UK80 (1 Wo.)UK | — | Erstveröffentlichung: 21. April 2015 feat. Flo Rida  |
| 2015 | Oui Late Nights: The Album            | — | — | — | UK— SilberUK | US19 ×5Fünffachplatin · (27 Wo.)US | Erstveröffentlichung: 30. Oktober 2015               |
| 2020 | U 2 Luv Self-Explanatory              | — | — | — | — | US66 (8 Wo.)US | Erstveröffentlichung: 29. Mai 2020 mit Ne-Yo         |

Weitere Singles
- 2010: I Like (US: Gold)
- 2010: Love Don’t Change (US: ×2Doppelplatin )
- 2010: Pass Dat (US: Gold)
- 2013: All The Time (feat. Lil Wayne & Natasha Mosley, UK: Silber, US: ×2Doppelplatin )
- 2015: Remember Me (US: Gold)
- 2018: The Light (feat. Ty Dolla Sign, US: Gold)

### Als Gastmusiker
| Jahr | Titel Album                                     | Höchstplatzierung, Gesamtwochen, AuszeichnungChartplatzierungen (Jahr, Titel, Album, Platzierungen, Wochen, Auszeichnungen, Anmerkungen) | Höchstplatzierung, Gesamtwochen, AuszeichnungChartplatzierungen (Jahr, Titel, Album, Platzierungen, Wochen, Auszeichnungen, Anmerkungen) | Höchstplatzierung, Gesamtwochen, AuszeichnungChartplatzierungen (Jahr, Titel, Album, Platzierungen, Wochen, Auszeichnungen, Anmerkungen) | Höchstplatzierung, Gesamtwochen, AuszeichnungChartplatzierungen (Jahr, Titel, Album, Platzierungen, Wochen, Auszeichnungen, Anmerkungen) | Höchstplatzierung, Gesamtwochen, AuszeichnungChartplatzierungen (Jahr, Titel, Album, Platzierungen, Wochen, Auszeichnungen, Anmerkungen) | Anmerkungen |
| Jahr | Titel Album                                     | DE | AT | CH | UK | US | Anmerkungen |
| --- | ----------------------------------------------- | --- | --- | --- | --- | --- | --- |
| 2011 | That Way Ambition                               | — | — | — | — | US49 Gold · (18 Wo.)US | Erstveröffentlichung: 30. August 2011 Wale feat. Rick Ross & Jeremih                                                     |
| 2011 | Do It Like You Unexpected Arrival               | — | — | — | — | US80 (8 Wo.)US | Erstveröffentlichung: 24. Oktober 2011 Diggy feat. Jeremih                                                               |
| 2012 | Amen Dreams and Nightmares                      | — | — | — | — | US57 (18 Wo.)US | Erstveröffentlichung: 19. Juni 2012 Meek Mill feat. Jeremih                                                              |
| 2012 | My Moment Quality Street Music                  | — | — | — | — | US89 (7 Wo.)US | Erstveröffentlichung: 29. Juni 2012 DJ Drama feat. 2 Chainz, Meek Mill & Jeremih                                         |
| 2014 | Hold You Down I Changed Alot                    | — | — | — | — | US39 Platin · (20 Wo.)US | Erstveröffentlichung: 11. August 2014 DJ Khaled feat. Chris Brown, August Alsina, Future & Jeremih                       |
| 2014 | The Body The Album About Nothing                | — | — | — | — | US87 Platin · (6 Wo.)US | Erstveröffentlichung: 9. September 2014 Wale feat. Jeremih                                                               |
| 2014 | Bad Bitch Mac & Cheese: The Album               | — | — | — | — | US95 Gold · (1 Wo.)US | Erstveröffentlichung: 15. Dezember 2014 French Montana feat. Jeremih                                                     |
| 2015 | Somebody –                                      | DE60 (9 Wo.)DE | — | — | UK2 Platin · (20 Wo.)UK | US10 ×2Doppelplatin · (26 Wo.)US | Erstveröffentlichung: 6. Januar 2015 Natalie La Rose feat. Jeremih                                                       |
| 2015 | Freak of the Week The Long Way Home             | — | — | — | UK9 Platin · (21 Wo.)UK | — | Erstveröffentlichung: 26. Juni 2015 Krept & Konan feat. Jeremih                                                          |
| 2015 | The Fix –                                       | — | — | — | UK82 Silber · (3 Wo.)UK | US62 Platin · (20 Wo.)US | Erstveröffentlichung: 14. August 2015 Nelly feat. Jeremih                                                                |
| 2016 | Body No Hard Feelings                           | — | — | — | — | US62 Platin · (18 Wo.)US | Erstveröffentlichung: 23. Januar 2016 Dreezy feat. Jeremih                                                               |
| 2016 | All Eyez 1992                                   | — | — | — | — | US79 Gold · (5 Wo.)US | Erstveröffentlichung: 20. Juni 2016 The Game feat. Jeremih                                                               |
| 2016 | Do You Mind Major Key                           | — | — | — | UK— SilberUK | US27 ×4Vierfachplatin · (20 Wo.)US | Erstveröffentlichung: 28. Juli 2016 DJ Khaled feat. Nicki Minaj, Chris Brown, Jeremih, Future, August Alsina & Rick Ross |
| 2017 | Light I Decided                                 | — | — | — | — | US97 (1 Wo.)US | Erstveröffentlichung: 3. Februar 2017 Big Sean feat. Jeremih                                                             |
| 2017 | Don’t Quit Grateful                             | — | — | CH76 (1 Wo.)CH | UK75 (1 Wo.)UK | US68 (1 Wo.)US | Erstveröffentlichung: 23. Juni 2017 DJ Khaled & Calvin Harris feat. Travi$ Scott & Jeremih                               |
| 2019 | On Chill Wow… That’s Crazy                      | — | — | — | — | US22 ×2Doppelplatin · (23 Wo.)US | Erstveröffentlichung: 12. Juli 2019 Wale feat. Jeremih                                                                   |
| Folgende Lieder erschienen nicht als Single, wurden aber durch das Album zum Download und Streaming bereitgestellt und konnten somit eine Platzierung erlangen: |                                                 | | | | | | |
| |                                                 | | | | | | |
| 2018 | Dangerous Legends of the Summer • Championships | — | — | — | UK— SilberUK | US31 Platin · (20 Wo.)US | Charteinstieg: 21. Juli 2018 Meek Mill feat. Jeremih & PnB Rock                                                          |
| 2019 | You Stay Father of Asahd                        | — | — | — | — | US44 Platin · (4 Wo.)US | Charteinstieg: 1. Juni 2019 feat. Meek Mill, J Balvin, Lil Baby & Jeremih                                                |
| 2021 | Thankful Khaled Khaled                          | — | — | — | — | US100 (1 Wo.)US | Charteinstieg: 15. Mai 2021 DJ Khaled feat. Lil Wayne & Jeremih                                                          |
| 2022 | Stop Playin It’s Only Me                        | — | — | — | — | US81 (1 Wo.)US | Charteinstieg: 29. Oktober 2022 Lil Baby feat. Jeremih                                                                   |

Weitere Gastbeiträge
- 2009: My Time (Fabolous feat. Jeremih, US: Gold)
- 2016: Tipo Crazy (Ludmilla feat. Jeremih)
- 2016: Don’t Hurt Me (DJ Mustard feat. Nicki Minaj & Jeremih, US: Gold)
- 2016: Next to You (Twista feat. Jeremih)
- 2018: Womp Womp (Valee feat. Jeremih, US: Gold)
- 2019: Close Up (Blueface feat. Jeremih)

## Auszeichnungen für Musikverkäufe
| Silberne Schallplatte - Vereinigtes Königreich - 2020: für das Lied Impatient - 2025: für das Lied Secret Goldene Schallplatte - Australien - 2016: für die Single Don’t Hurt Me - Brasilien - 2020: für die Single Do You Mind - 2024: für die Single Oui - 2024: für das Lied Impatient - 2024: für die Single Don’t Tell ’Em - 2024: für die Single Somebody - Dänemark - 2014: für das Streaming Don’t Tell ’Em - 2015: für die Single Somebody - 2019: für das Album Late Nights: The Album - 2022: für die Single Down on Me - 2023: für die Single All The Time - Italien - 2016: für die Single Somebody - Kanada - 2019: für die Single Do You Mind - 2020: für die Single Don’t Quit - 2020: für die Single Neither Do I - 2021: für die Single On Chill - Neuseeland - 2018: für die Single Don’t Hurt Me - 2025: für das Album Jeremih - 2025: für das Album All About You - Polen - 2021: für die Single Don’t Tell ’Em - Schweden - 2015: für die Single Don’t Tell ’Em - Vereinigte Staaten - 2021: für das Lied Woosah - 2025: für das Lied Tap Out | Platin-Schallplatte - Australien - 2015: für die Single Don’t Tell ’Em - 2015: für die Single Somebody - Brasilien - 2024: für die Single Down on Me - 2024: für die Single Birthday Sex - Dänemark - 2023: für die Single Don’t Tell ’Em - 2024: für die Single Birthday Sex - Neuseeland - 2021: für die Single Next to You - 2022: für die Single Somebody - 2022: für die Single All Eyez - 2022: für die Single Down on Me - 2023: für die Single All The Time - 2023: für die Single Dangerous - Schweden - 2015: für die Single Somebody 2× Platin-Schallplatte - Australien - 2016: für die Single The Fix - 2022: für die Single Do You Mind - Brasilien - 2024: für die Single All The Time - Neuseeland - 2023: für das Album Late Nights: The Album - 2023: für das Lied Impatient - 2024: für die Single Birthday Sex - 2024: für die Single Don’t Tell ’Em - 2024: für die Single The Fix - 2024: für die Single Planez - Vereinigte Staaten - 2020: für das Lied Impatient 3× Platin-Schallplatte - Neuseeland - 2024: für die Single Oui |

Anmerkung: Auszeichnungen in Ländern aus den Charttabellen bzw. Chartboxen sind in ebendiesen zu finden.
| Land/RegionAuszeichnungen für Musikverkäufe (Land/Region, Auszeichnungen, Verkäufe, Quellen) | Silber     | Gold       | Platin       | Verkäufe   | Quellen              |
| -------------------------------------------------------------------------------------------- | ---------- | ---------- | ------------ | ---------- | -------------------- |
| Australien (ARIA)                                                                            | —          | Gold1      | 6× Platin6   | 455.000    | aria.com.au          |
| Brasilien (PMB)                                                                              | —          | 5× Gold5   | 4× Platin4   | 390.000    | pro-musicabr.org.br  |
| Dänemark (IFPI)                                                                              | —          | 5× Gold5   | 2× Platin2   | 310.000    | ifpi.dk              |
| Deutschland (BVMI)                                                                           | —          | 2× Gold2   | —            | 350.000    | musikindustrie.de    |
| Italien (FIMI)                                                                               | —          | Gold1      | —            | 25.000     | fimi.it              |
| Kanada (MC)                                                                                  | —          | 4× Gold4   | —            | 160.000    | musiccanada.com      |
| Neuseeland (RMNZ)                                                                            | —          | 3× Gold3   | 21× Platin21 | 637.500    | radioscope.co.nz NZ2 |
| Polen (ZPAV)                                                                                 | —          | Gold1      | —            | 25.000     | olis.pl              |
| Schweden (IFPI)                                                                              | —          | Gold1      | Platin1      | 60.000     | sverigetopplistan.se |
| Vereinigte Staaten (RIAA)                                                                    | —          | 12× Gold12 | 52× Platin52 | 58.000.000 | riaa.com             |
| Vereinigtes Königreich (BPI)                                                                 | 7× Silber7 | 2× Gold2   | 5× Platin5   | 5.100.000  | bpi.co.uk            |
| Insgesamt                                                                                    | 7× Silber7 | 37× Gold37 | 91× Platin91 |            |                      |